# Andrzej Marek Borkowski
Andrzej Marek Borkowski (ur. 7 października 1959 w Łukowie, zm. 13 marca 2021) – polski specjalista w zakresie geodezji i kartografii, prof. dr hab. inż.

## Życiorys
W 1979 ukończył Technikum Geodezyjne w Żelechowie, a w 1984 studia na Oddziale Geodezji Urządzeń Rolnych Wydziale Melioracji Wodnych Akademii Rolniczej we Wrocławiu. W 1994 na Uniwersytecie Technicznym w Dreźnie obronił pracę doktorską Stochastisch-geometrische Beschreibung, Filterung und Präsentation des Reliefs, w 2004 habilitował się na podstawie pracy zatytułowanej Modellierung von Oberflächen mit Diskontinuitäten, również na Uniwersytecie Technicznym w Dreźnie. Został zatrudniony na stanowisku profesora i dyrektora w Instytucie Geodezji i Geoinformatyki na Wydziale Inżynierii Kształtowania Środowiska i Geodezji Uniwersytetu Przyrodniczego we Wrocławiu.
Był członkiem Komitetu Geodezji Polskiej Akademii Nauk.
Pochowany w Opolu Czarnowąsach na Cmentarzu Parafialnym św. Anny.

## Wyróżnienia
- Brązowy Krzyż Zasługi[1]
- Nagroda rektora Uniwersytetu Przyrodniczego we Wrocławiu[1]
- Nagroda Ministra Edukacji Narodowej[1]
- Medal „Lohrmann-Medaille” rektora Uniwersytetu Technicznego w Dreźnie[1]